# Suzanna van Baerle

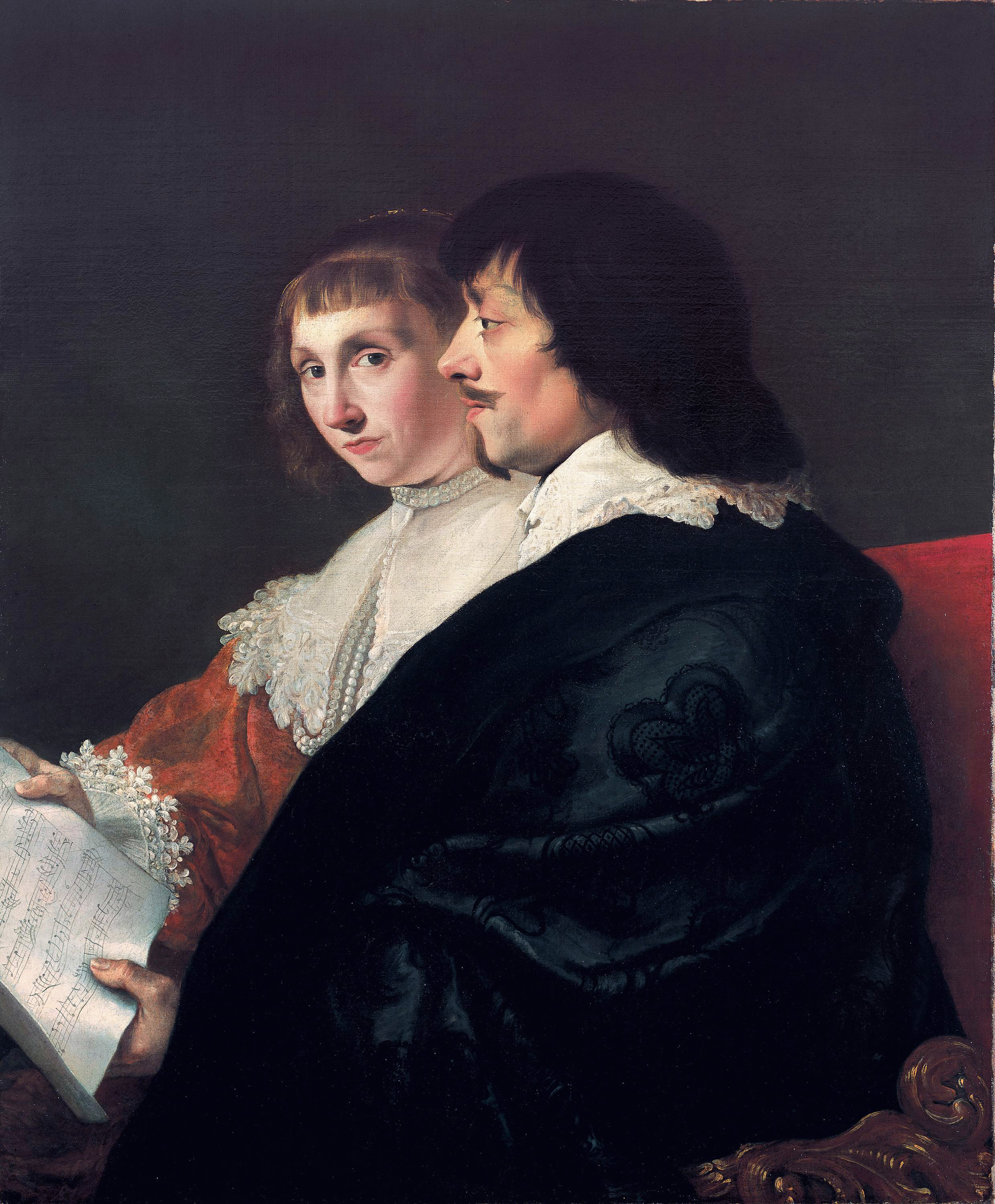
Dubbelportret van Constantijn Huygens en Suzanna van Baerle door Jacob van Campen, ca. 1635

Suzanna van Baerle (gedoopt Amsterdam, 8 maart 1599 – Den Haag, 10 mei 1637) was de echtgenote van de dichter en diplomaat Constantijn Huygens. Dankzij zijn geschriften is er veel bekend over haar leven, dat zich afspeelde in de hoogste kringen van Nederland.

## Leven
Suzanna van Baerle was de dochter van de koopman Jan van Baerle (overleden 1605) en Jacomina Hoon (overleden 1617), die haar al jong als zeer bemiddelde wees achterlieten. Aangezien zij rijk en mooi was, maakten verscheidene mannen haar het hof, onder wie Maurits Huygens en de dichter Pieter Corneliszoon Hooft. Deze laatste schreef meer dan twintig gedichten voor haar, maar zonder succes. Op 6 april 1627 trouwde zij, na aanvankelijke afwijzingen, met Maurits' broer Constantijn Huygens. Zij kregen samen vijf kinderen: Constantijn Huygens jr. (1628-1697), Christiaan Huygens (1629-1695), Lodewijk Huygens (1631-1699), Philips Huygens (1633-1657) en Susanna Huygens (1637-1725). Zij stierf na de geboorte van het vijfde kind, waarschijnlijk door complicaties na de bevalling. Haar echtgenoot zou nooit hertrouwen.

## Familieleven
Het echtpaar woonde vanaf 14 oktober 1627 aan de Lange Houtstraat in Den Haag. In dat jaar begon Constantijn Huygens met het Dagh-werck, de beschrijving van een dag uit hun huwelijksleven, waarin hij een ideaal beeld schetst van haar persoonlijkheid en hun huwelijksleven. Het echtpaar maakte geregeld samen reisjes, bijvoorbeeld naar hun kasteel in Zuilichem of naar het Muiderslot waar P.C. Hooft woonde.
Constantijn Huygens was als secretaris van Frederik Hendrik elk jaar van mei tot oktober afwezig, waardoor Suzanna de zaken in Den Haag moest regelen, zoals de bouw van hun nieuwe huis op het Plein in Den Haag (1634-1637). Zij overleed voordat zij samen het nieuwe huis konden gaan bewonen.